# Katak, le brave béluga
Pour plus de détails, voir Fiche technique et Distribution.
Katak, le brave béluga est un film d'animation canadien réalisé par Christine Dallaire-Dupont et Nicola Lemay, sorti en 2023.

## Synopsis
Quelques bélugas du Saint-Laurent habitent dans une zone protégée. Il y a notamment Katak, qui est source de raillerie de son entourage parce qu'il est demeuré petit et gris, au contraire de ses semblables qui sont devenus blancs. Pour prouver sa maturité, le roi de l'apnée décide d'exaucer le dernier souhait de sa mamie : retrouver son premier amour. Celui qui a tenu tête au cruel épaulard Jack-Knife habite dans le nord, à la Grande Banquise. Pendant son voyage, Katak se fera de nouveaux amis et il vivra de nombreuses aventures incroyables.

## Fiche technique
Sources : IMDb et Films du Québec
- Titre original : Katak, le brave béluga
- Réalisation : Christine Dallaire-Dupont et Nicola Lemay
- Scénario : Andrée Lambert
- Musique : Uberko
- Direction artistique : Philippe Arseneau Bussières
- Direction de l'animation : Yann Tremblay
- Son : Jérôme Boiteau
- Montage : René Caron
- Production : Nancy Florence Savard
- Société de production : 10e Ave Productions (en)
- Sociétés de distribution : Maison 4:3, Attraction Distribution (Canada),  Eurozoom (France)
- Pays de production :  Canada
- Langue originale : français
- Format : couleur — 2,39:1
- Genre : Animation
- Durée : 82 minutes
- Dates de sortie :
  - Canada : 
    - 12 février 2023 (première à Sherbrooke)
    - 24 février 2023 (sortie en salle au Québec)
    - juin 2023 (DVD)

  - France : 25 octobre 2023
- Classification :
  - Québec : Visa général[2]

## Distribution

### Voix originales
- Alexandre Bacon : Katak
- Yves Jacques : Cyrano
- Ludivine Reding : Lulu
- Ginette Reno : Mamie
- Émilie Josset : Jack-lyn
- Mario Saint-Amand : Jack-knife
- Martin Drainville : Scoop
- Benoît Brière : Paparazzi
- Marie-Thérèse Fortin : Perlette
- Guylaine Tremblay : Marine
- Jeff Boudreault : Bosco
- Maxime Le Flaguais : Katak le vieux